# Hemelbestormer
Hemelbestormer ist eine belgische Post-Rock-/Post-Metal-Band, die 2012 gegründet wurde. Die Band besteht aus vier Mitgliedern, die bereits vor der Bandgründung in der Hardcore-, Doom- und Black-Metal-Szene aktiv waren.

## Name
„Hemelbestormer“ ist ein niederländisches Wort, welches in etwa als „Himmelsstürmer“ oder „Erstürmer des Himmels“ übersetzt werden kann, und verwendet wird, um jemanden zu beschreiben, der revolutionäre Gedanken und Ideen hat, idealistisch ist und unkonventionelle Pläne verfolgt.

## Stil
Die Musik ist fast ausschließlich instrumental gehalten und bewegt sich im Post-Rock- bzw. Post-Metal-Genre, wobei immer wieder Elemente und Ideen eingewoben werden, die vom Sludge, Doom, Ambient oder Black Metal beeinflusst sind.

## Diskografie
Singles und EPs
- 2014: Hemelbestormer / Vanessa Van Basten (Consouling Sounds)
- 2024: Satre (Pelagic Records)

Alben
- 2014: Portal (Sick Man Getting Sick Records)
- 2016: Portal (Debemur Morti Productions)
- 2018: A Ring of Blue Light (Ván)
- 2021: Collide and Merge (Ván)
- 2025: The Radiant Veil (Pelagic Records)